# Lippeaue zwischen Hangfort und Hamm
Lippeaue zwischen Hangfort und Hamm este o arie protejată (arie specială de conservare — SAC, sit de importanță comunitară — SCI) din Germania întinsă pe o suprafață de 613,84 ha, integral pe uscat.

## Localizare
Centrul sitului Lippeaue zwischen Hangfort und Hamm este situat la coordonatele 51°42′07″N 7°54′39″E / 51.7019°N 7.9108°E.

## Înființare
Situl Lippeaue zwischen Hangfort und Hamm a fost declarat sit de importanță comunitară în august 1999 pentru a proteja 3 specii de animale. Situl a fost protejat și ca arie specială de conservare în decembrie 2013.

## Biodiversitate
Situată în ecoregiunea atlantică, aria protejată conține 5 habitate naturale: Lacuri eutrofice naturale cu vegetație de tip Magnopotamion sau Hydrocharition, Cursuri de apă de la nivel de câmpie la nivel montan, cu vegetație Ranunculion fluitantis și Callitricho-Batrachion, Liziere de ierburi înalte hidrofile de câmpie și de nivel montan până la alpin, Fânețe de joasă altitudine (Alopecurus pratensis, Sanguisorba officinalis), Păduri aluvionare cu Alnus glutinosa și Fraxinus excelsior (Alno-Padion, Alnion incanae, Salicion albae).
La baza desemnării sitului se află mai multe specii protejate:
- amfibieni (1): triton cu creastă (Triturus cristatus)
- mamifere (1): castor (Castor fiber)
- nevertebrate (1): Ophiogomphus cecilia

Pe lângă speciile protejate, pe teritoriul sitului au mai fost identificate 3 specii de plante, 1 specie de amfibieni, 5 specii de mamifere, 2 specii de nevertebrate.